# 22.ª Unidad Expedicionaria de Marines
La 22.ª Unidad Expedicionaria de Marines (en inglés: 22nd Marine Expeditionary Unit, 22nd MEU) es una de las siete unidades expedicionarias de los Marines actualmente existentes en el Cuerpo de Marines de los Estados Unidos. Una unidad de infantería de Marina es una Fuerza de Tareas Aero-Terrestre de Marines con una dotación de aproximadamente 2200 personas. Actualmente están acuartelados en Camp Lejeune, Carolina del Norte y están bajo el mando de la II Fuerza Expedicionaria de Marines. La 22.ª MEU tienen la distinción de ser la más condecorada de las siete MEU del Cuerpo de Infantería de Marina.

## Misión
"Proporcionar a Estados Unidos con una fuerza anfibia de respuesta inmediata desplegada de avanzada capaz de ejecutar misiones que abarcan todo el espectro de las operaciones militares y de combate distintas de una guerra".

## Estructura
Una MEU consiste de cuatro elementos básicos:
Elemento de Mando (en inglés: Command Element, CE). Sirve como el cuartel general para toda la unidad y permite que un único mando ejerza el control de todas las fuerzas terrestres, aéreas y de servicios de apoyo al combate.
Elemento terrestre de combate (en inglés: Ground Combat Element, GCE). Construido alrededor de un batallón de infantería, el GCE está reforzado con tanques, artillería, vehículos anfibios, ingenieros y de reconocimiento.
Elemento aéreo de combate (en inglés: Aviation Combat Element, ACE). Consiste de un escuadrón compuesto equipado con convertiplanos medios MV-22B Osprey, aeronaves de transporte de varios modelos y capacidades, helicópteros de ataque y aviones a reacción, equipos de defensa antiaérea y todos los recursos de apoyo terrestre necesarios.
Elemento logístico de combate (en inglés: Logistics Combat Element, LCE). Proporciona a la MEU con apoyo esencial para cumplir con las misiones asignadas, tales como asistencia médica y dental, transporte motorizado, abastecimiento, mantenimiento de equipos y apoyo a las operaciones de desembarco.

## Unidades subordinadas
- Elemento de mando: El comandante de la MEU y su estado mayor de apoyo, proporcionan el mando y control de los otros tres elementos de la MEU.
  - Elemento terrestre de combate: 1.er Batallón 6.º Regimeiento (1/6)
  - Elemento aéreo de combate: 263.er Escuadrón de Convertiplano Medio
  - Elemento logístico de combate: 22.º Batallón Logístico de Combate

## Historia

### Década de 1980
Activada el 1 de diciembre de 1982 como la 22.ª Unidad Anfibia de Infantería de Marina (en inglés: 22nd Marine Amphibious Unit, MAU), la 22.ª Unidad Expedicionaria de Infantería de Marina (en inglés: 22nd Marine Expeditionary Unit, MEU) ha tenido una extensiva historia operacional y continua en servicio como una fuerza expedicionaria de respuesta inmediata. La activación de la MEU fue la redesignación de la 32.ª MEU, un unidad que regularmente se despliega a las regiones del Mediterráneo y del Caribe por más de 20 años. En su despliegue final, la MAU evacuó a la Organización para la Liberación de Palestina desde Beirut y fue la primera unidad estadounidense en servir en la fuerza multinacional de mantenimiento de la paz en el Líbano.
En su despliegue inaugural la 22.ª MAU, visitó nuevamente Beirut donde los infantes de marina y marineros sirvieron hasta mayo de 1983, y comenzó a prepararse nuevamente para su tercer despliegue a Líbano a su regreso a Estados Unidos. El 18 de octubre de 1983, la MAU zarpó desde Estados Unidos y a menos de dos días de estar viajando en el cruce del Atlántico fue desviada al sur del Caribe.
El 25 de octubre de 1983, la MAU participó en la Invasión de Granada, que en se momento fue la operación militar estadounidense más grande desde la Guerra de Vietnam. La 22.ª MAU realizó numerosos desembarcos desde helicópteros y desde superficie en un período de tres días y ocupó el 75 por ciento de la isla; aunque los infantes de marina constituían menos del 20 por ciento del total de la fuerza de invasión.
El 2 de noviembre de ese mismo año, la unidad viajó a Beirut donde desembarcó ese mes. La MAU permaneció en tierra firme hasta finales de febrero de 1984, cuando la misión terminó y se evacuaron a centenares de ciudadanos estadounidenses desde el Líbano.
Durante el resto de la década de 1980, la 22.ª MAU fue desplegada en una base cíclica junto con la 24.ª y 26.ª MAU, participando en numerosos ejercicios y operaciones de contingencia.
En el año 1986, la 22.ª MAU fue la tercera unidad en ser desplegada con la denominación de 'Capaz de Operaciones Especiales'.
El 5 de febrero de 1988, la palabra Anfibia fue reemplazada por la palabra Expedicionaria para reflejar el cambiante papel del Cuerpo de Infantería de Marina en la defensa nacional y la seguridad internacional.

### Década de 1990
En mayo de 1990, la 22.ª MEU llegó frente a la costa de Liberia, que se encontraba en medio de una guerra civil, en la parte occidental de África. La unidad permaneció en alta mar hasta el 2 de agosto cuando los infantes de marina se dirigieron a tierra firme para reforzar la embajada estadounidense en Monrovia y para evacuar a ciudadanos estadounidenses y de terceros países. La MEU evacuó a más de 1600 civiles en el transcurso de las siguientes semanas, hasta que la 26.ª MEU llegó para proporcionar ayuda.
El siguiente despliegue en el que participó la 22.ª MEU fue el primer ejercicio de armas combinadas realizado en Kuwait después de la Operación Zorro del Desierto y de la Operación Tormenta del Desierto.
Conflictos en los Balcanes mantuvo a la 22.ª MEU ocupada durante los subsiguientes despliegues ya que la unidad participó en la Operación Provide Promise, la Operación Deny Flight y la Operación Sharp Guard. En el año 1993, la 22.ª MEU también sirvió durante la misión de las Naciones Unidas a Somalía.
Los despliegues de la MEU en el año 1996 y 1997 se enfocaron en África Occidental a medida que respondían a la necesidad de realizar misiones de refuerzos y evacuaciones en Liberia, Zaire, República Centroafricana, República del Congo y Sierra Leona. Adicionalmente, la MEU continuó apoyando las operaciones de imposición de paz en los Balcanes y realizaron una operación de evacuación de no combatientes en Albania.
En el año 1998, la 22.ª MEU sirvió en Bosnia y Kosovo, y estaba preparada para apoyar operaciones tanto en Albania como en África.

### Guerra Global contra el Terrorismo

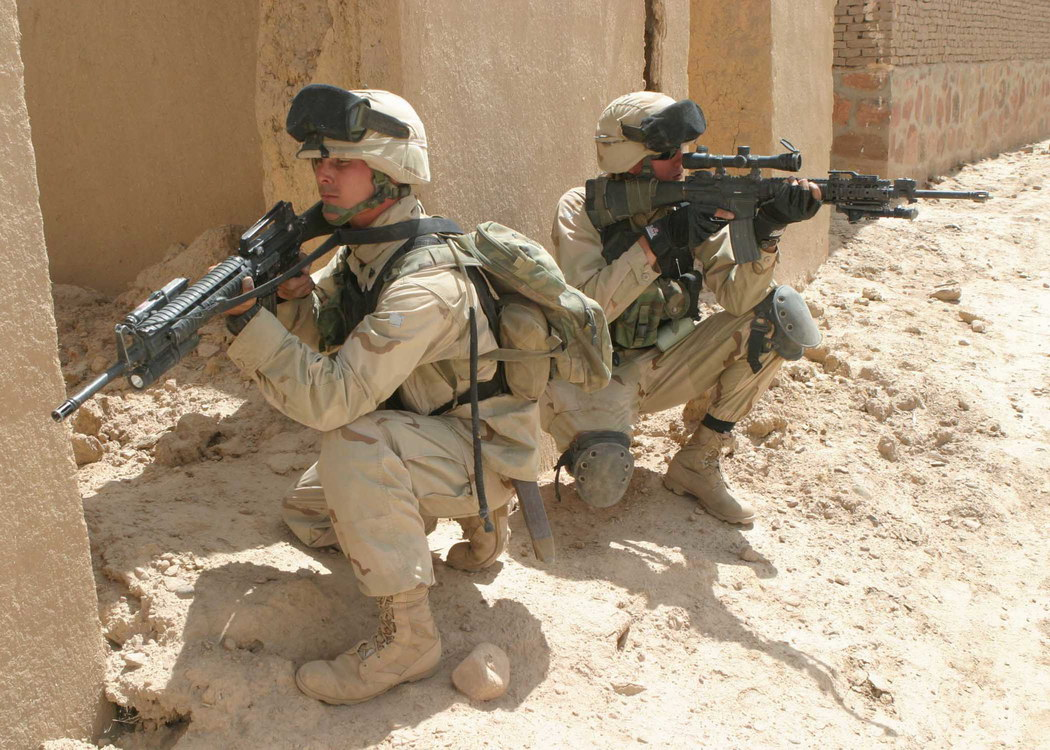
Marines del Equipo de Desembarco de Batallón Batallón, 6.º Regimiento en la Provincia de Urūzgān en mayo de 2004.

La MEU fue desplegada durante el cambio de milenio cuando sirvió como una fuerza de contingencia [Y2K] y también regresó a los Balcanes. Posteriormente, en el año 2001, la MEU volvió a Kosovo.
Durante el despliegue del año 2002 de la MEU, la 22.ª MEU participó en varias misiones antiterroristas en el teatro del Comando Central, incluyendo Afganistán, Pakistán y también realizó esfuerzos humanitarios para preservar la vida en Yibuti.
En el año 2004, nuevamente fueron desplegados en Afganistán donde la unidad llegó a la remota Provincia de Urūzgān donde estableció la Base Avanzada de Operaciones Ripley. Durante cuatro meses, la MEU desarrolló una campaña contra los talibanes y las facciones anti-coalición que operaban allí.

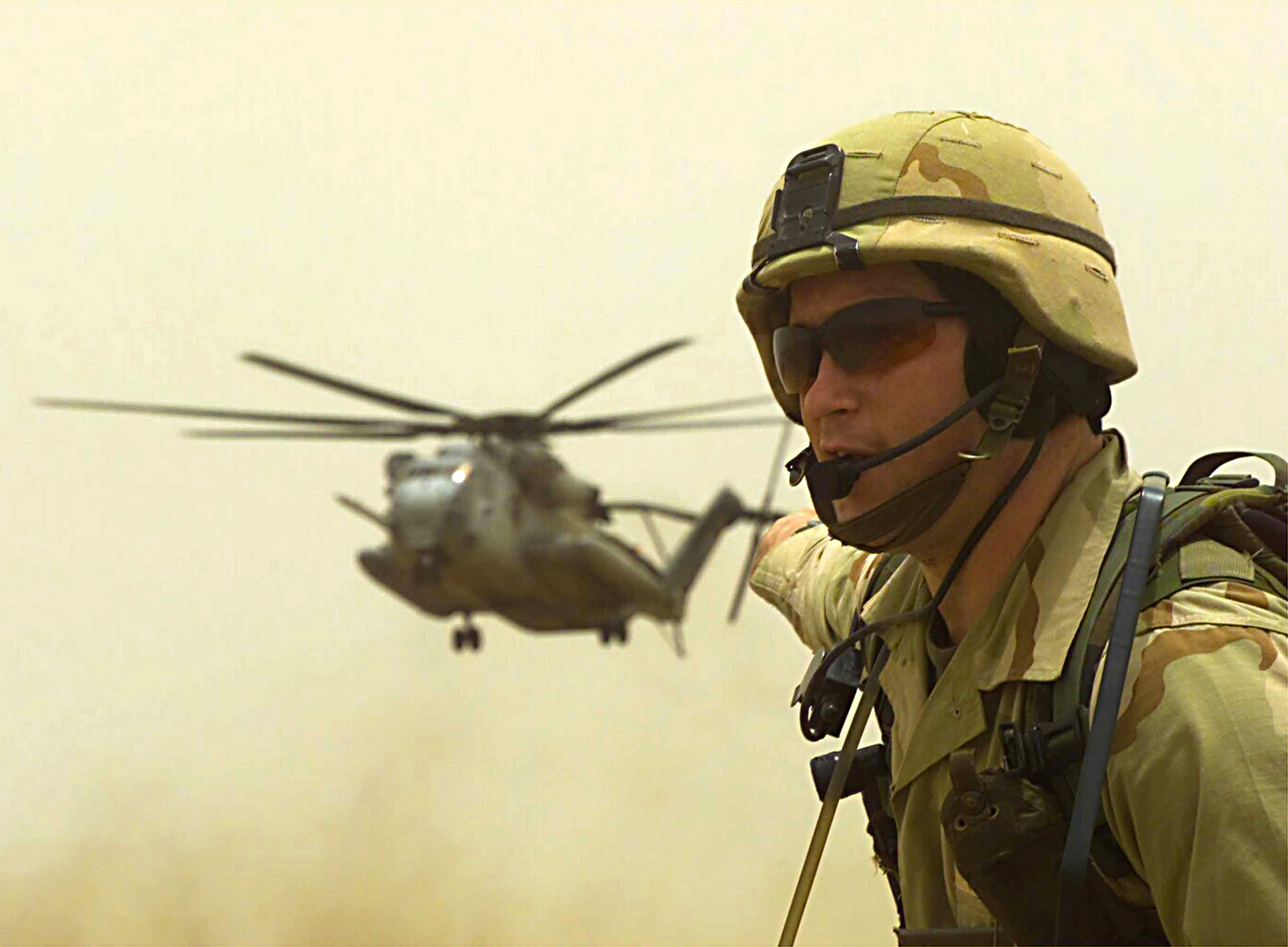
Marines de la 22.ª MEU participan en un ejercicio de despliegue de largo alcance desde el hacia Yibuti, agosto de 2002.

El despliegue de los años 2005 y 2006 encontró a los infantes de marina y marineros de la 22.ª MEU en Irak, combatiendo contra los insurgentes desde una base avanzada de operaciones en y alrededor de la antigua ciudad de Hīt. Mientras que el Equipo de Desembarco de Batallón, 1.er Batallón 2.º Regimiento, realizaba operaciones de combate contra los insurgentes, el 22.º Grupo de Servicios de Apoyo de la MEU, siendo el 22.º Batallón Logístico de Combate, trabajó para proporcionar un mejor ambiente y reparar los caminos y otra infraestructura crítica para los ciudadanos irqauíes que vivían en el área. Durante ese periodo, la MEU participó en 14 operaciones con nombre y descubrió grandes cantidades de armas, municiones y material militar pertenecientes a los insurgentes.
El despliegue de los años 2007 y 2008 de la MEU, llevó a la MEU a la Bahía de Bengala donde los infantes de marina y los marineros realizaron operaciones de ayuda humanitaria después de que el Ciclón Sidr tropical afectó la parte oriental de India y Bangladés. También la MEU apoyó las operaciones contra la piratería frente a las costa oriental de África y estuvo lista para apoyar operaciones de contingencia en el Golfo Pérsico. Antes de partir del área, la 22.ª MEU apoyó la visita del presidente George W. Bush a Israel y proporcionó el transporte aéreo para el personal de apoyo del presidente.

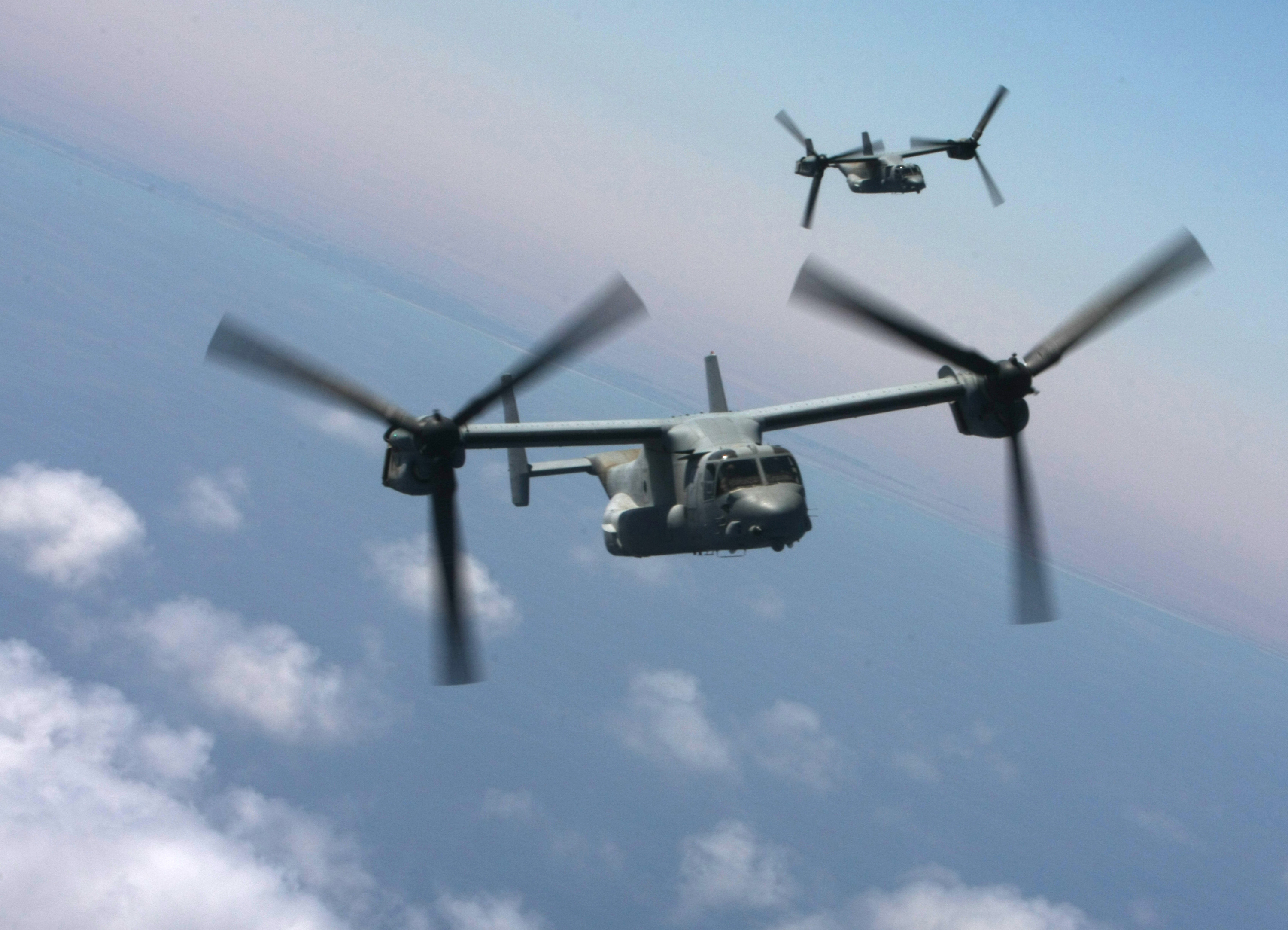
Ospreys asignados al Escuadrón de Convertiplanos Medio (Reforzado) perteneciente a la 22.ª MEU, volando sobre línea costera egipcia durante el Ejercicio Bright Star 2009.

Entre el 25 de septiembre y el 11 de octubre de 2007, los AV-8B Harrier II de la MEU volaron 70 misiones de combate sobre Afganistán proporcionando reconocimiento aéreo, apoyo aéreo cercano y escolta de convoyes en apoyo de la Operación Enduring Freedom. Después de que ocurrió el Ciclón Sidr del 15 de noviembre de 2007, la 22.ª MEU, embarcada a bordo del USS Kearsarge se movió frente a la costa de Bangladés en la Bahía de Bengala y proporcionó ayuda humanitaria a aquellos afectados por el ciclón.
Entre mayo y diciembre de 2009 la 22.ª MEU estuvo desplegada. La MEU estuvo compuesta por infantes de marina del 3.er Batallón, 2.º Regimiento y del 22.º Batallón Logístico de Combate, así como por aeronaves MV-22 Osprey pertenecientes al VMM-263.
 La MEU realizó numerosos eventos de Cooperación en Seguridad de Teatro en Europa y el Medio Oriente durante un despliegue al Comando Europeo y al Comando Central. En Europa los marines entrenaron en Bulgaria y Grecia.
La 22.ª MEU también hizo historia en mayo de 2009 cuando fue la primera MEU en desplegarse con las aeronaves de rotores oscilantes MV-22B Osprey. Durante los talleres, la EMU experimentó con diferentes técnicas de empleo para comprender y utilizar todas las capacidades de la aeronave.
La MEU realizó cuatro eventos separados de Cooperación de Seguridad de Teatro con socios del Medio Oriente para construir relaciones positivas entre las fuerzas armadas y fortalecer la seguridad regional. Cerca del final del despliegue, la MEU apoyó directamente la Operación Enduring Freedom transfiriendo las aeronaves convertiplanos MV-22B Osprey a las fuerzas en tierra firme, haciendo que esta fuera la primera vez que la aeronave apoyaba operaciones en Afganistán.

### Terremoto del año 2010 en Haití

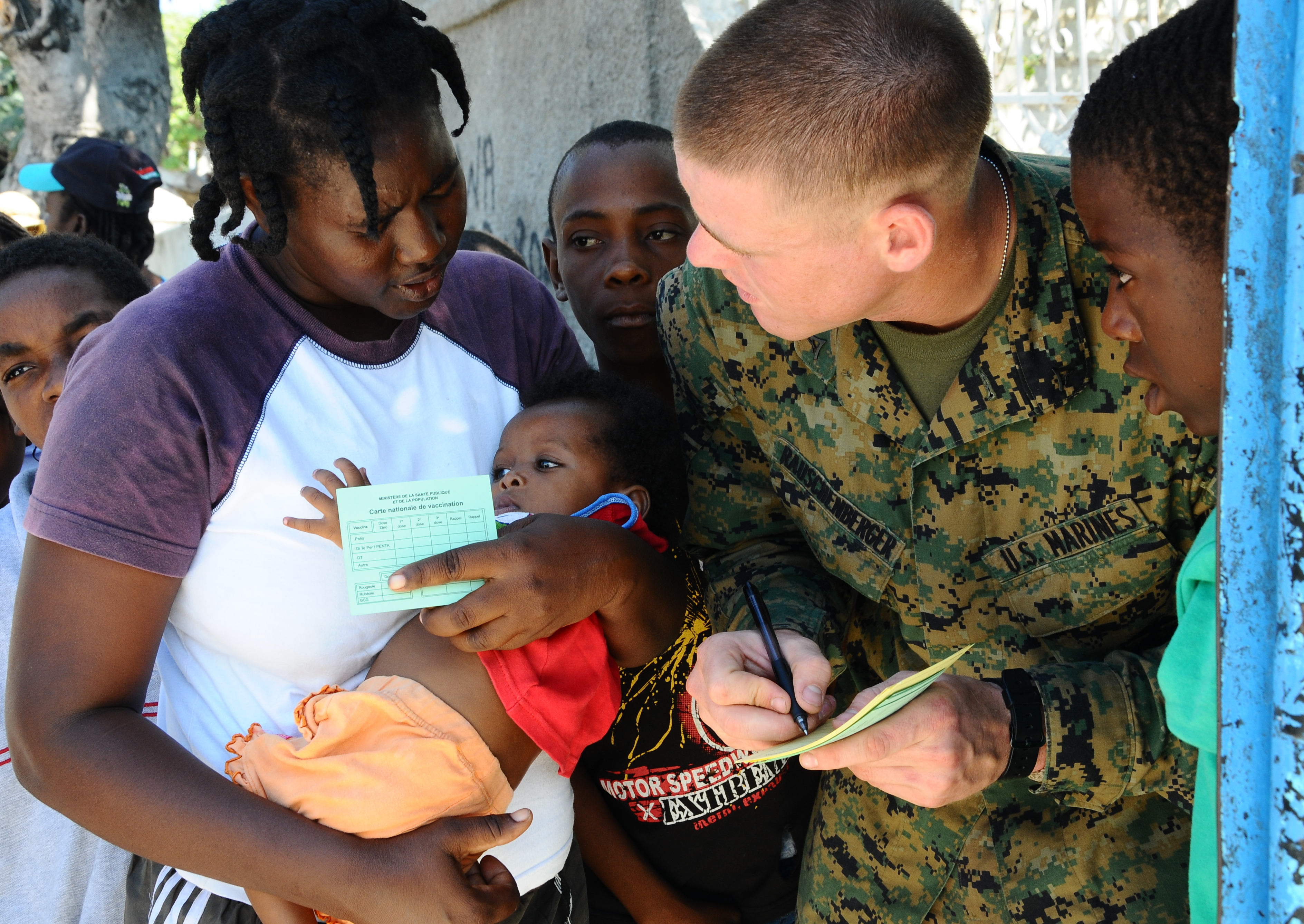
Lance Cpl. Benjamin Rauschenberg, un traductor de la MEU, ayuda a una mujer haitiana llena una tarjeta de inmunización en una clínica en Grand Goave, Haití.

Después del devastador terremoto de Haití de 2010, los marines de la 22.ª MEU embarcados en el grupo anfibio Bataan se dirigieron a Haití con el propósito de realizar una misión de asistencia humanitaria y operaciones de socorro conocida como Operación Unified Response. La 22.ª MEU zarpó desde Camp Lejuene el 15 de enero y comenzó a llegar a su destino el 18 de enero.
La 22.ª MEU fue la primera fuerza de gran tamaño en responder, manejando el área golpeada más duramente, la que se extendía hasta 65 kilómetros al oeste de Port-au-Prince. Inicialmente, la MEU realizó inmediatamente operaciones de ayuda distribuyendo comida, agua y proporcionando atención médica.
Las unidades de la MEU estaban compuestas por 1600 marines  pertenecientes al 22.ª Batallón de Logística de Combate, 3.er Batallón, 2.º Regimiento, 461.er Escuadrón de Helicópteros Pesados y el Elemento de Mando de la MEU, mientras que el ARG consistía del USS Bataan, el USS Carter Hall y el USS Fort McHenry.

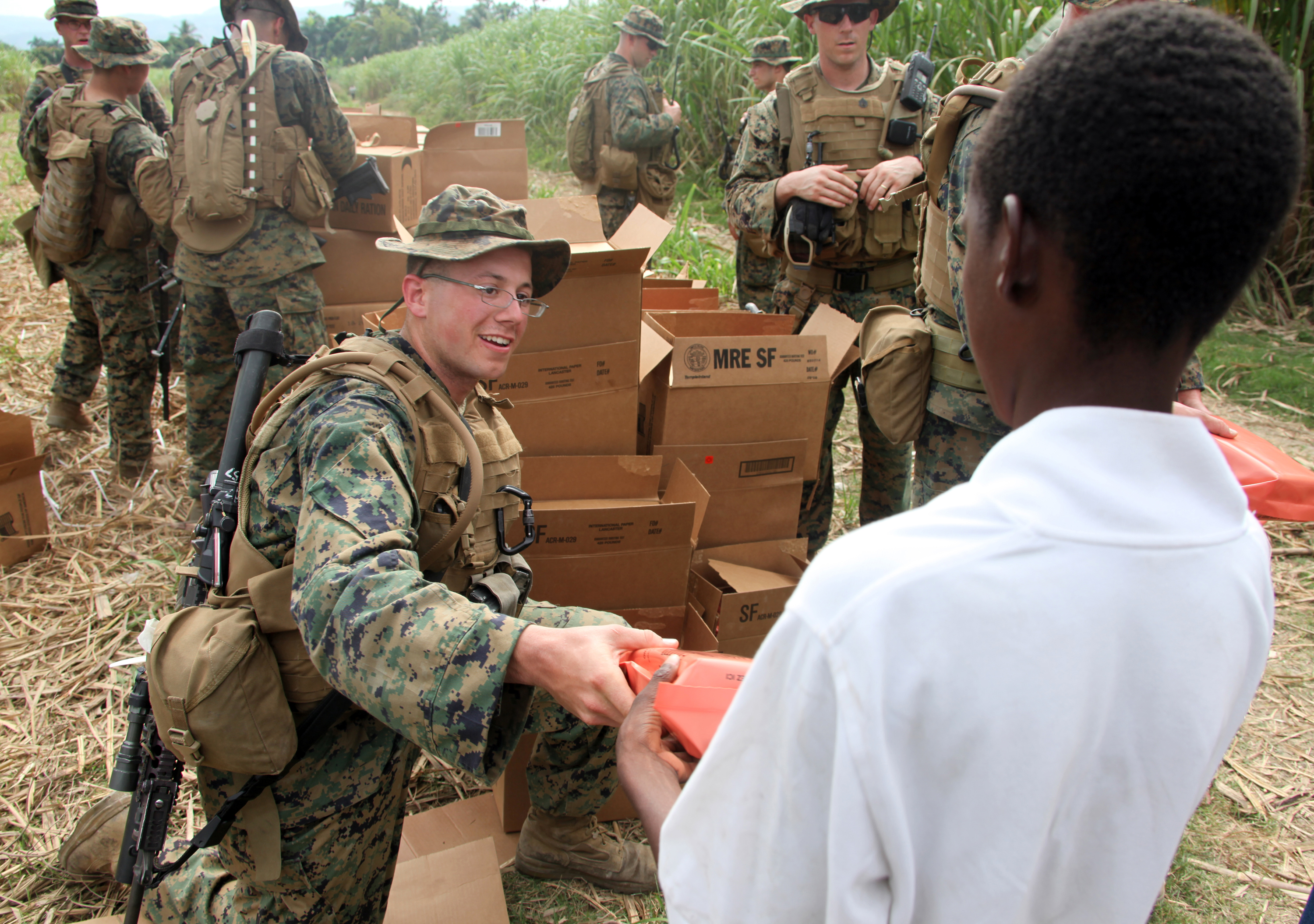
Un marine asignado al Equipo de Desembarco de Batallón, 3.er Batallón 2.º Regimiento, entrega una ración de comida en un centro de distribución en Leogane, Haití.

Los 150 marines embarcados a bordo del USS Gunston Hall se unieron a la MEU, originalmente destinados a la MAGTF de Cooperación en Seguridad de la Estación de la Asociación Africana, junto con la 24.ª MEU embarcados a bordo del USS Nassau, del USS Mesa Verde y del USS Ashland. El 24 de marzo, la MEU y el ARG fueron liberados de su misión y zarparon rumbo a sus bases.
Entre febrero y marzo, la MEU hizo el cambio a operaciones de ayuda permanentes y se enfocó en traspasar sus responsabilidades al gobierno de Haití y a las grandes organizaciones de ayuda que funcionaban en tierra firme antes de zarpar al final de marzo.
Mientras apoyaba la operaciones de ayuda, los marines y marineros de la 22.ª MEU construyeron una red de logística basada en el mar y de apoyo basada en tierra firme con una dotación de al menos 1100 marines y marineros en tierra firme para realizar esfuerzos de ayuda inmediatos. Los marines se enfocaron en un área a 60 kilómetros al oeste de Port-au-Prince, desde Carrefour a Leogane, pasando por Grand Goave a Petit Goave. Con el propósito de mover y distribuir suministros en esas áreas, los marines y marineros se asociaron con las Naciones Unidas, la Agencia de los Estados Unidos para el Desarrollo Internacional, Organizaciones no gubernamentales y fuerzas militares de Canadá y España.

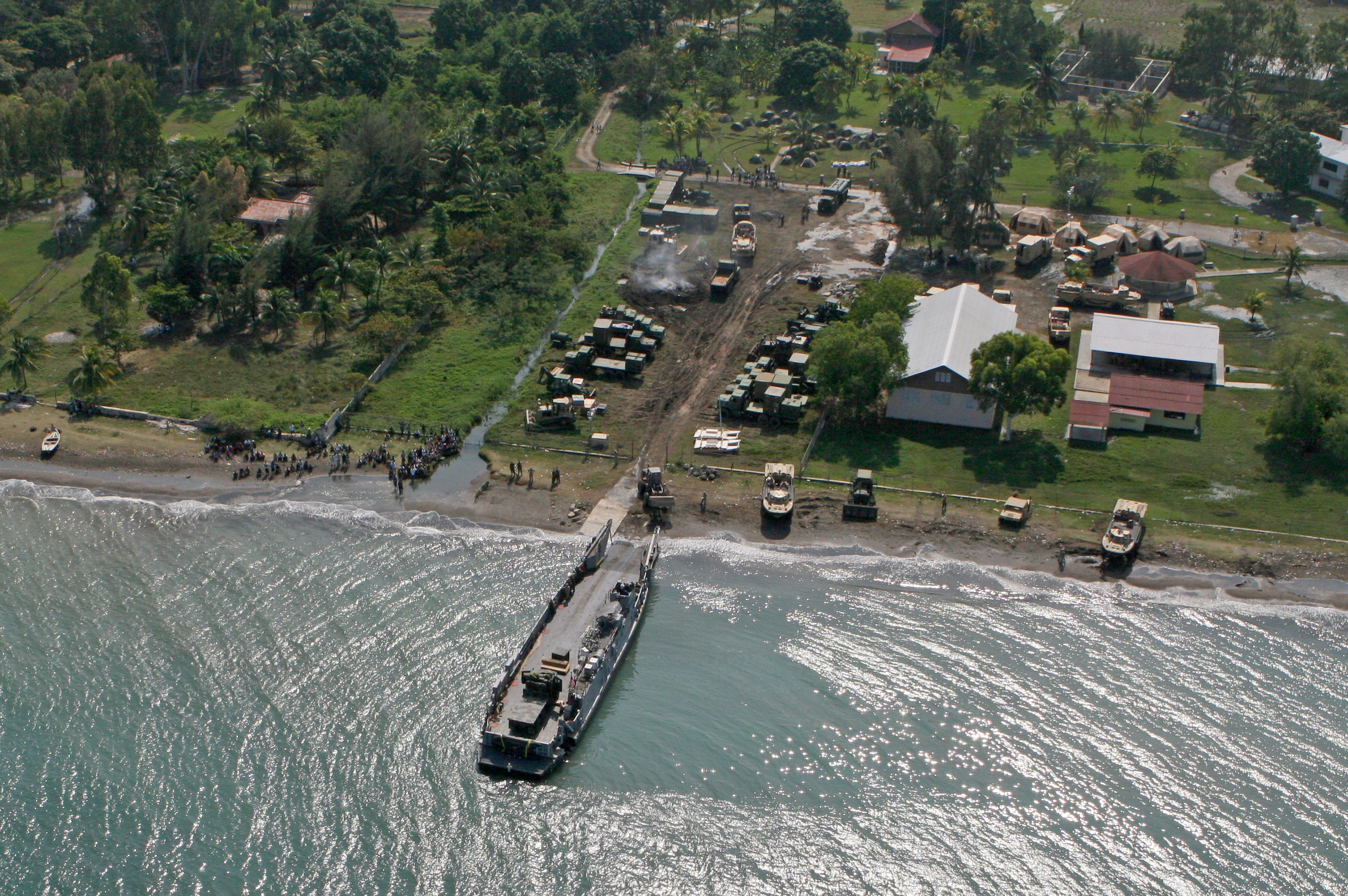
Embarcaciones de desembarco mueven suministros a la costa desde la flota de rescate.

Los infantes de marina de la 22.ª MEU ayudaron al Programa Mundial de Alimentos a entregar más de 3 200 000 libras (1 451 494 kg) de alimentos a granel, tal como arroz, a los sobrevivientes del terremoto en los puntos de distribución en y alrededor de Carrefour. De acuerdo al WFP, cada saco de arroz entregado puede alimentar a una familia de cinco durante dos semanas más de 55 000 familias. Durante su asistencia de ayuda a Haití, los marines y marineros realizaron y asistieron en más de 1500 misiones de ayuda humanitaria.
La 22.ª MEU entregó en forma independiente cerca de 560 000 litros de agua embotellada y cerca de 738 155 litros de agua a granel; más de 1 600 000 libras (725 747 kg) de raciones y aproximadamente 15 000 libras (6804 kg) de suministros médicos, mientras que los helicópteros de la 22.ª MEU volaron más de 610 horas y realizaron 618 misiones en apoyo directo de la Operación Unified Response para ayudar a los afectados por el terremoto.
El personal médico y dental de la MEU trabajó junto a los enfermeros para tratar a los sobrevivientes del terremoto y evacuaron a numerosos ciudadanos haitianos al USS Bataan para proporcionar atención médica adicional.

## Hechos destacados
2009 - Fue la primera MEU es desplegar las nuevas aeronaves de rotores basculantes MV-22 Osprey.

## Galardones de la unidad
Una mención o encomio de unidad es un galardón que es otorgado a una organización por la acción citada. A los miembros de la unidad que participaron en dichas acciones se les permite usar en sus uniformes dichos galardones como distintivos de cinta. Adicionalmente la unidad está autorizada a colocar los gallardetes apropiados en la bandera de la unidad. La 22.ª MEU ha recibido los siguientes galardones:
| Gallardete | Cinta                                                 | Galardón                                                                 | Año(s) | Información adicional |
| ---------- | ----------------------------------------------------- | ------------------------------------------------------------------------ | ------ | --------------------- |
|            |                                                       | Medalla Conjunta de Unidad Meritoria                                     |        |                       |
|            | Bronze star · Bronze star · Bronze star · Bronze star | Mención de Unidad de la Armada con cuatro estrellas de bronce            |        |                       |
|            | Silver star                                           | Mención de Unidad Meritoria con una estrella de plata                    |        |                       |
|            |                                                       | Medalla Expedicionaria del Cuerpo de Marines                             |        |                       |
|            | Bronze star                                           | Medalla de Servicio en la Defensa Nacional con una estrella de bronce    |        |                       |
|            | Silver star                                           | Medalla de las Fuerzas Armadas Expedicionarias con una estrella de plata |        |                       |
|            |                                                       | Medalla de Servicio en el Suroeste de Asia                               |        |                       |
|            |                                                       | Medalla de la Campaña en Afganistán                                      |        |                       |
|            | Bronze star                                           | Medalla de la Campaña en Irak con una estrella de bronce                 |        |                       |
|            |                                                       | Medalla Expedicionaria de la Guerra Global contra el Terrorismo          |        |                       |
|            |                                                       | Medalla de la Guerra Global contra el Terrorismo                         |        |                       |
|            |                                                       | Medalla de Servicio en las Fuerzas Armadas                               |        |                       |
|            |                                                       | Medalla OTAN por servicio en Kosovo                                      |        |                       |